# VTZ Saarpfalz
Die VTZ Saarpfalz (Vereinigte Turnerschaft Zweibrücken) ist ein Handballverein mit Sitz in Homburg-Einöd. Er führt den Langnamen VTZ-Saarpfalz Homburg-Zweibrücken e. V. und hat seine Geschäftsstelle in Zweibrücken.
Der Verein bietet laut Satzung im Bereich des Handballsports für alle Altersgruppen in der Saarpfalz eine Anlaufstation und zwar in den Bereichen Spitzen-, Breiten- und Gesundheitssport.
Der VTZ Saarpfalz gehört dem Handball-Verband Saar an. 2005 und 2006 nahm er am DHB-Pokal teil, schied jedoch jeweils in der ersten Runde aus.
In der Saison 2013/14 und 2018/19 spielte die Herrenmannschaft in der 3. Liga.